# Ligne de Montérolier - Buchy à Saint-Saëns
Vous lisez un « article de qualité » labellisé en 2008.
La ligne de Montérolier - Buchy à Saint-Saëns est une voie ferrée d'intérêt local à écartement standard sise en Seine-Inférieure (aujourd'hui Seine-Maritime) qui relia, de 1900 à 1953, la petite ville de Saint-Saëns à la gare de Montérolier - Buchy, située sur la ligne d'Amiens à Rouen exploitée, pour le compte du département, par la Compagnie des chemins de fer du Nord.
Cette courte antenne d'une longueur de dix kilomètres fut la voie d'intérêt local la plus rentable du département grâce à ses 40 000 voyageurs annuels et à un important trafic marchandises lié à l'exploitation de la forêt d'Eawy. Elle joua un rôle important durant les deux guerres mondiales. Ce fut le dernier chemin de fer départemental de Seine-Inférieure à être fermé au début des années 1950 après avoir durablement marqué la mémoire des populations locales.

## Une longue gestation

### De multiples projets

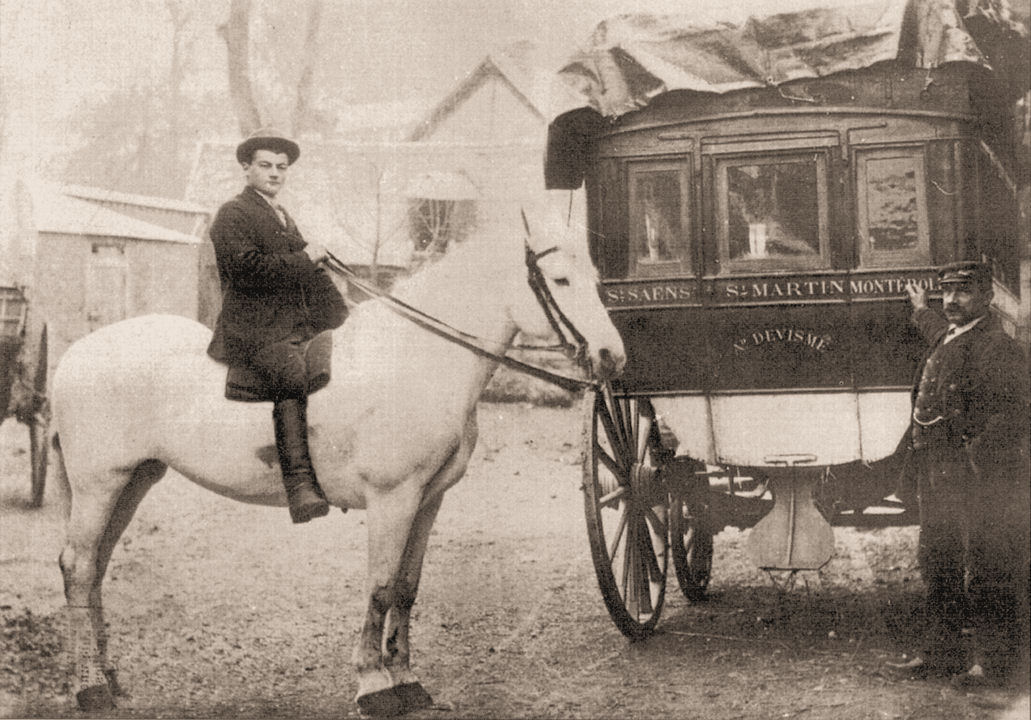
Avant l'arrivée du chemin de fer, les habitants de Saint-Saëns devaient prendre la diligence pour se rendre jusqu'à la gare de Montérolier-Buchy.

La ville de Saint-Saëns, située à une trentaine de kilomètres au nord-est de Rouen, avait été tenue à l'écart de la transversale Amiens - Rouen mise en service le 8 avril 1867 par la Compagnie des chemins de fer du Nord. Dix kilomètres séparaient Saint-Saëns de la station la plus proche, Montérolier-Buchy, et seules, quelques rares voitures publiques permettaient aux habitants de la commune d'accéder au chemin de fer. L'absence de voie ferrée nuisait à l'activité économique de la cité ; les filatures de coton et les ateliers de traitement des cuirs (tanneries et corroieries) rencontraient des difficultés d'approvisionnement et d'écoulement de leurs productions.
Le rail avait pourtant été évoqué à Saint-Saëns depuis 1853 lorsque le baron d'Haussez donna lecture au conseil municipal d'une ligne projetée entre Rouen et Saint-Quentin passant par la commune. En 1857, une autre proposition, enterrée aussi rapidement que la première, envisageait la construction d'un itinéraire Clères - Neufchâtel-en-Bray traversant le territoire de la ville. Après 1870, trois autres projets furent présentés sans qu'aucune suite ne leur soit donnée : un tronçon de Mathonville à Abbeville en 1871, un chemin de fer de Saint-Saëns à Blangy-sur-Bresle en 1878, une voie ferrée de Malaunay à Saint-Saëns par Fontaine-le-Bourg en 1884. Ces diverses propositions du passage du train sur le territoire de la commune n'eurent jamais de suites. Au début des années 1890, le conseil général prit conscience qu'il fallait doter d'un chemin de fer ce petit centre régional. Il fut alors décidé de se rallier à la solution la plus simple consistant à construire un embranchement entre la gare de Montérolier-Buchy et la ville délaissée.

### Des études à l'enquête d'utilité publique

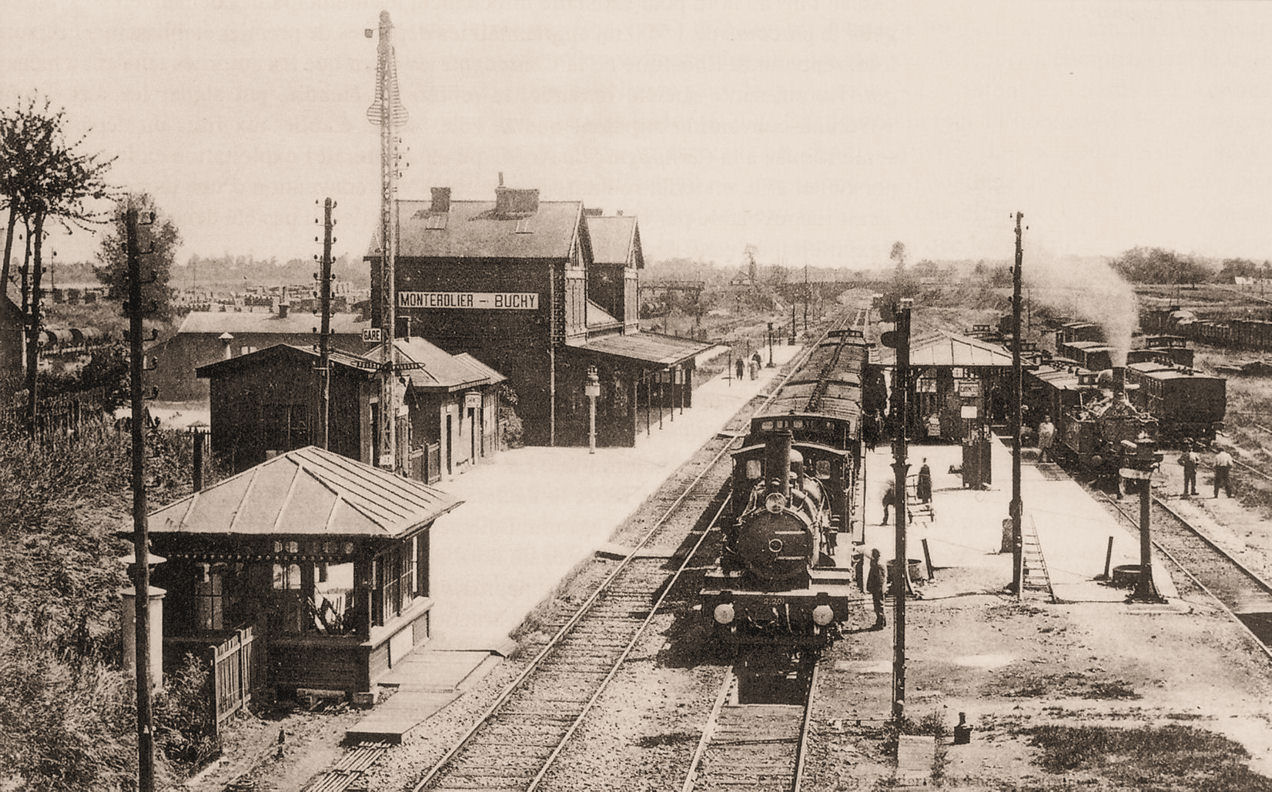
La gare de Montérolier-Buchy sur la ligne Amiens - Rouen. À gauche, un train à destination de la gare de Rouen-Martainville, à droite celui en provenance Saint-Saëns.

Une étude fut demandée, en 1894, au service vicinal que dirigeait M. Genevrière. Son rapport fut présenté et discuté lors de la session du conseil général qui se tint le 28 août 1895, M. Genevrière y évoquait les buts et avantages de la voie ferrée à établir :

« La ligne projetée a pour objectif principal de relier la ville de Saint-Saëns, siège d'une importante industrie de la tannerie, avec la ligne de Rouen à Amiens et, par là, lui assurer une communication directe avec Paris, Rouen et Le Havre, ses marchés principaux, en améliorant ses moyens de transport et en les rendant plus économiques. Elle permettra à cette industrie, qui lutte difficilement contre la concurrence, de se maintenir et même de se développer. Elle desservira sur son parcours les communes de Saint-Martin-Osmonville, Bosc-Mesnil, Bradiancourt et Neufbosc. Indirectement, elle assurera également la desserte du canton de Bellencombre dont le chef-lieu ne se trouve qu'à 6 kilomètres de Saint-Saëns. Cet embranchement est aussi appelé à développer l'exploitation de la belle forêt domaniale d'Eawy et à élever la valeur de ses produits. »

Les édiles départementaux s'accordant sur la nécessité de la ligne, il restait à statuer sur l'écartement à adopter et sur son concessionnaire. La voie métrique fut écartée même si le coût d'établissement de la ligne et l'économie dans l'achat du matériel roulant jouaient en sa faveur. L'écartement standard de 1,435 m fut décidé en raison de la faible longueur de la ligne projetée (10 km) qui entraînait une faible augmentation des dépenses d'établissement, de l'absence de transbordement à la gare d'interconnexion avec le réseau d'intérêt général, d'un gabarit supérieur mieux adapté au transport des grumes en provenance de la forêt d'Eawy. L'argument décisif était la quasi impossibilité de trouver un concessionnaire si la voie étroite était adoptée car la Compagnie des chemins de fer du Nord paraissait la seule candidate possible et il était exclu qu'elle accepta la construction d'une ligne à voie étroite. Des négociations s'engagèrent donc avec elle alors que l'enquête d'utilité publique était ouverte le 17 février 1896 pour tenter de concilier des intérêts locaux parfois contradictoires.

### La construction de la ligne

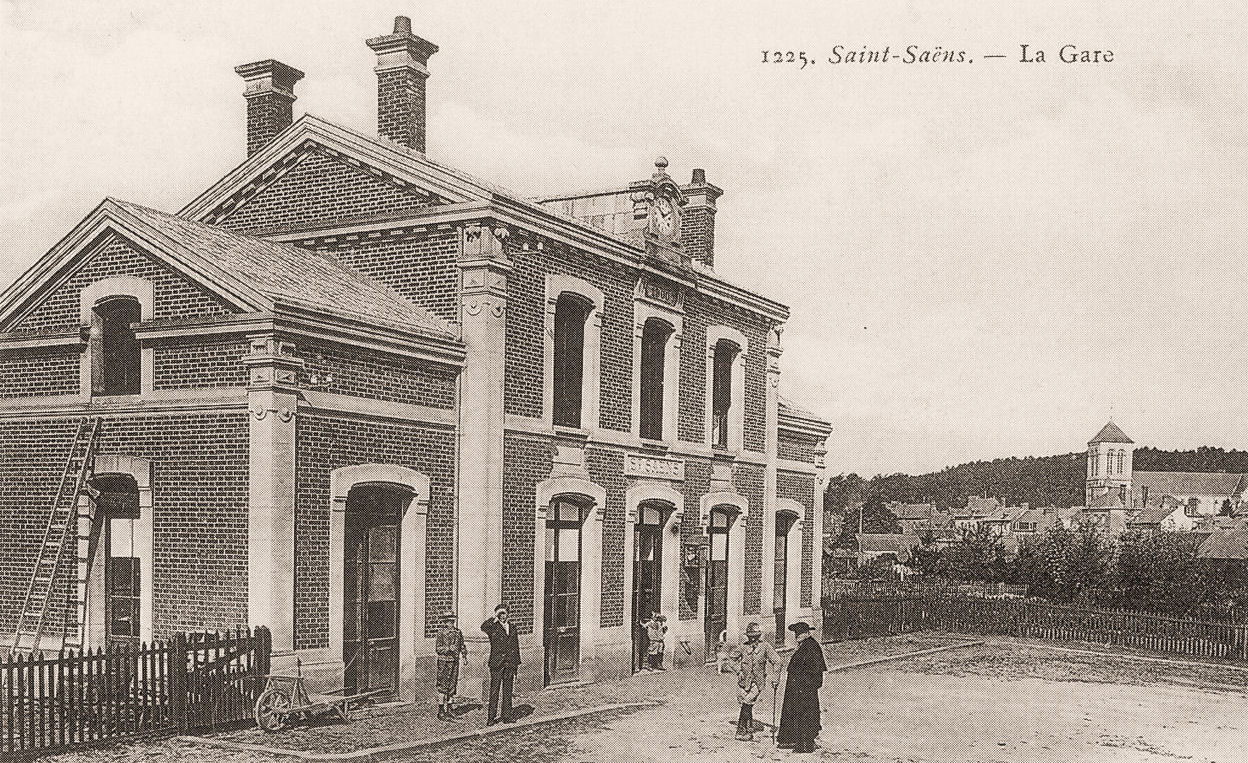
La gare de Saint-Saëns construite grâce aux subventions de la ville.

L'enquête terminée, le 16 avril 1896, le conseil général statua sur le tracé de la nouvelle ligne et choisit l'itinéraire le plus direct, écartant la variante par les communes de Montérolier, Neufbosc, Mathonville et Bradiancourt. Ce tracé, qui passait plus à l'est pour satisfaire les autorités demanderesses, allongeait le parcours de 1,7 km, augmentait les dépenses de premier établissement et, surtout, rencontrait l'hostilité de la Compagnie des chemins de fer du Nord. Cette société rassurée, le préfet, M. Hendlé, put signer les 4 et 8 août 1896 une convention stipulant que la voie ferrée, établie aux frais du département, serait remise à la Compagnie qui en assurerait l'exploitation en fournissant le personnel et le matériel roulant nécessaires. Cette convention d'une durée de cinq ans était renouvelable par tacite reconduction si elle n'avait pas été dénoncée un an avant l'expiration de cette période
La ville de Saint-Saëns, ravie de la prise en compte de ses intérêts, tenait à s'associer, dans la limite de ses possibilités financières, à cette œuvre de désenclavement. Elle s'engagea, le 18 mai 1897, à fournir une somme de 60 000 francs comme participation aux frais de construction de l'embranchement. En fait, cette subvention équivalait aux fonds nécessaires à l'édification de sa propre gare. Les travaux de la voie ferrée purent commencer une fois obtenue la déclaration d'utilité publique, le 15 avril 1898. La construction fut menée promptement même si deux accidents mortels endeuillèrent le chantier en décembre 1899. La ligne fut mise en service dans les délais prévus et ouverte à l'exploitation le 14 octobre 1900.

## Une ligne rentable et bien gérée

### Les premières années d'exploitation

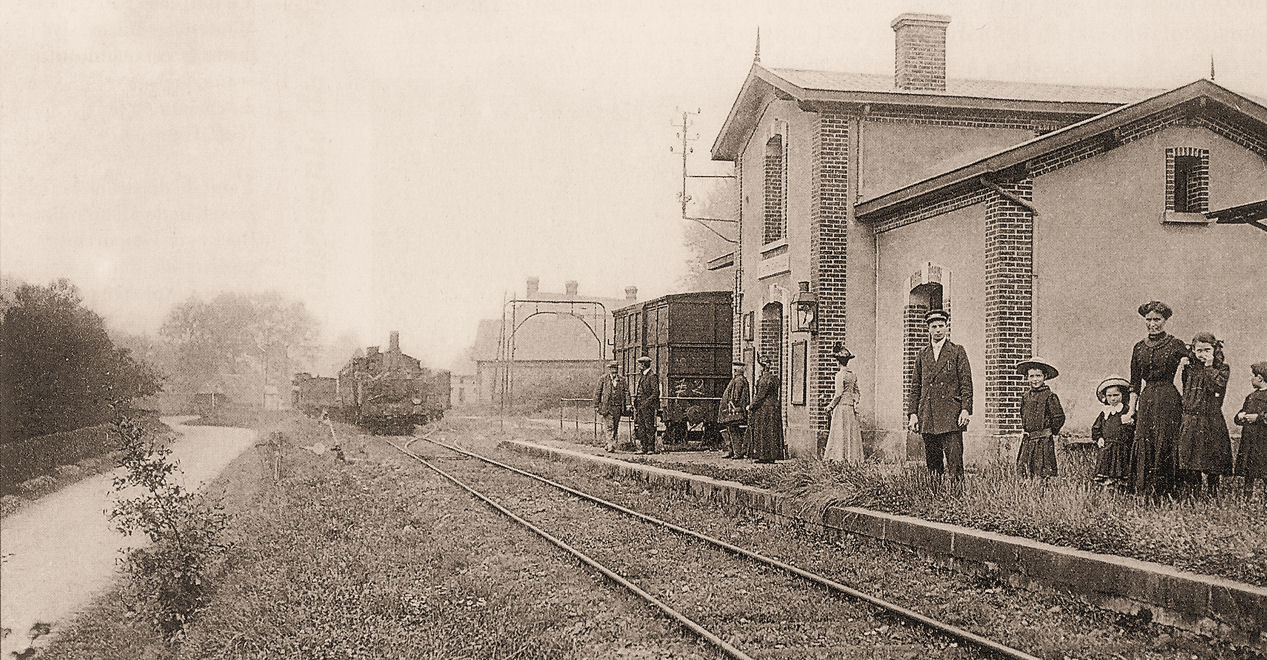
Arrivée d'un train en gare de Saint-Martin-Osmonville.

La voie ferrée que l'on venait d'inaugurer avait une longueur de 10,2 km ; à voie normale, elle était entièrement établie en site propre. À l'exception de son statut juridique, rien ne la distinguait d'un itinéraire secondaire du réseau d'intérêt général.
La ligne prenait naissance en gare de Montérolier-Buchy, courait sur quelques centaines de mètres le long de la transversale Amiens - Rouen, passant sous un pont-route. Après ce dernier, la voie s'engageait vers le nord, descendant du plateau par une rampe continue n'excédant pas 20 ‰ et comportant des courbes de 200 m de rayon. À un peu plus de la moitié du parcours, elle atteignait la seule gare du parcours, Saint-Martin-Osmonville, et à partir de ce lieu, suivait le cours de la Varenne le long de ses rives boisées avant de parvenir à Saint-Saëns. La ligne comportait également trois arrêts facultatifs : la Briqueterie, Osmonville, le Pont-du-Thil. Au début de l'exploitation, l'antenne de Saint-Saëns voyait circuler quatre trains mixtes quotidiens (des wagons étant attelés en fonction du trafic à une ou deux voitures) dans chaque sens (deux le matin, un en début d'après-midi, un le soir) auxquels s'ajoutaient un aller et retour (mixte également) le jeudi et des convois de marchandises. Les trains accomplissaient le trajet en 20 minutes à la descente, en 25 minutes à la montée. Malgré le profil difficile de la ligne, les retards étaient rares tout comme les correspondances non assurées en gare de Montérolier-Buchy. Les habitants de la région desservie ainsi que M. Richard Waddington, responsable des voies ferrées d'intérêt local au conseil général, ne tarissaient pas d'éloges sur la Compagnie du Nord et le grand sérieux de son exploitation.
Les débuts de celle-ci confirmaient cette satisfaction, la ligne enregistra de bons résultats financiers avec un coefficient d'exploitation de 1,19 pour les cinq premières années de service. Le trafic des voyageurs dépassait de loin les espérances les plus optimistes : alors que les études escomptaient, dans l'avant-projet détaillé, 16 000 passagers annuels, les trains en véhiculaient 40 000. En revanche, bien que correct les premières années, le trafic marchandises décevait quelque peu les responsables. On espérait 15 000 tonnes par an, on arriva tout juste à 10 500 tonnes les deux premières années d'exploitation. Une analyse rapide de la situation montra que les tarifs pratiqués étaient trop élevés. La clientèle agricole, surtout, n'avait pas été séduite par le chemin de fer et préférait expédier ses marchandises directement par charroi à Montérolier-Buchy. Des tarifs spéciaux furent progressivement mis en place en 1902 et 1903 pour les produits susceptibles d'être récupérés par la voie ferrée, les résultats furent probants car le trafic s'accrut de 30 % durant ces deux années.

### La ligne jusqu'en 1914

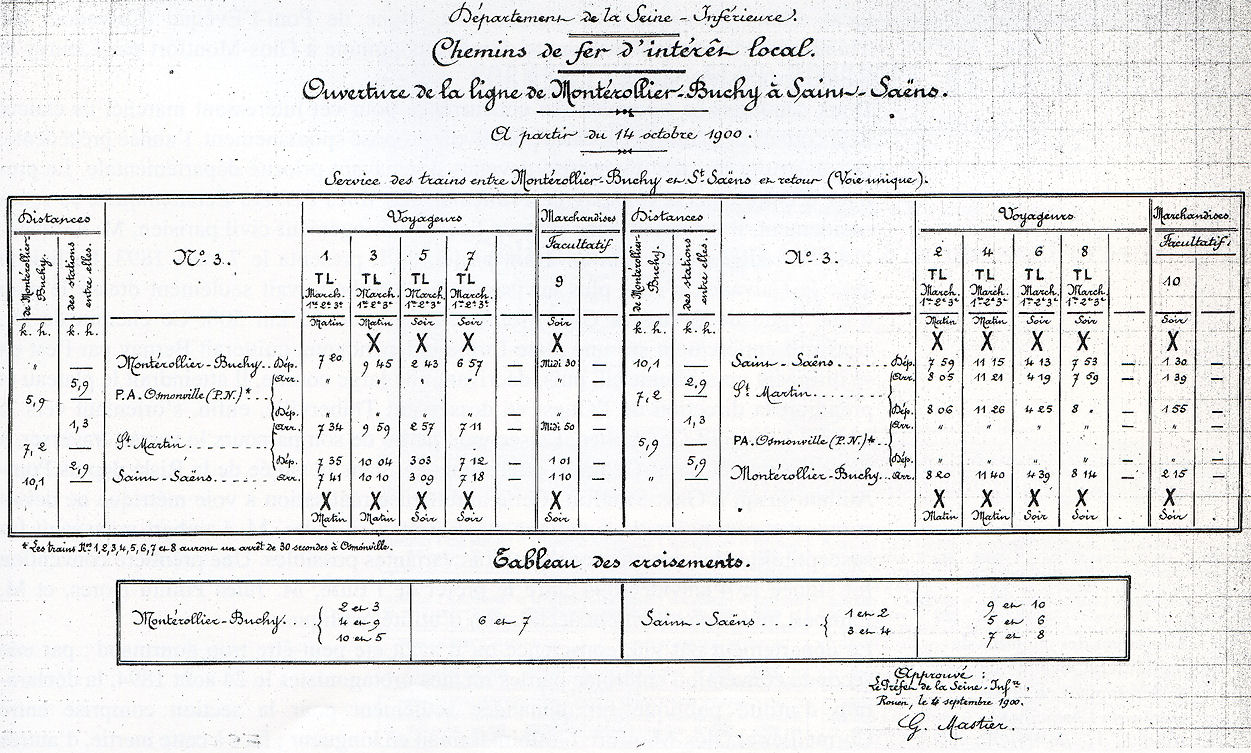
Les horaires de la ligne en 1900.

Dans les années précédant la Première Guerre mondiale, la ligne apparaissait comme la plus rentable des voies ferrées d'intérêt local du département de Seine-Inférieure avec un coefficient d'exploitation dépassant 1,15 entre 1905 et 1913. Même si une légère baisse fut enregistrée en 1912 et 1913 en raison du fléchissement du trafic des traverses destinées aux grands réseaux, l'importance des voyageurs et des tonnages transportés obligea la Compagnie du Nord à procéder, en 1909 et en 1910, à des aménagements en gare de Saint-Saëns. Des travaux furent entrepris pour agrandir la partie réservée aux marchandises avec l'ajout d'un nouveau pont-bascule et la mise en place de voies de service supplémentaires tandis que les voyageurs bénéficiaient de quais et de trottoirs pavés.
Cette rentabilité avait incité les communes du canton de Bellencombre et de la vallée de la Varenne à demander dès 1903 le prolongement de la ligne jusqu'à Dieppe. Une étude très approfondie avait été menée par le service vicinal et présentée le 26 août devant le conseil général. Ce projet, à voie normale, prenait son origine en gare de Saint-Saëns et, établi en site propre, desservait les principales localités de la vallée : Bellencombre, Saint-Hellier, Muchedent, Torcy-le-Grand, Torcy-le-Petit, Martigny, avant de rejoindre la ligne Paris-Dieppe, gérée par la Compagnie des chemins de fer de l'Ouest, à Arques-la-Bataille. Long de 27,6 km, ce tronçon apparaissait comme le prolongement naturel de la ligne existante et se présentait, d'après l'étude, comme rentable mais il ne fut pas retenu dans un premier temps comme prioritaire, les autorités départementales ayant d'autres cantons dépourvus à satisfaire. Ce projet revint à l'ordre du jour lorsque le conseil général décida de lancer une grande étude pour l'établissement d'un réseau départemental. Les différentes propositions qui furent soumises aux élus, en 1910, 1911 et 1914, classaient toujours la ligne Saint-Saëns - Arques-la-Bataille dans les itinéraires prioritaires. La séance du 19 mars 1914, qui décidait enfin la construction d'un ensemble de voies ferrées d'intérêt local, laissait augurer une mise en service dans les trois à quatre années à venir mais la Première Guerre mondiale repoussait à nouveau ce projet.

## L'exploitation de 1914 à la fermeture

### La Première Guerre mondiale et les années 1920

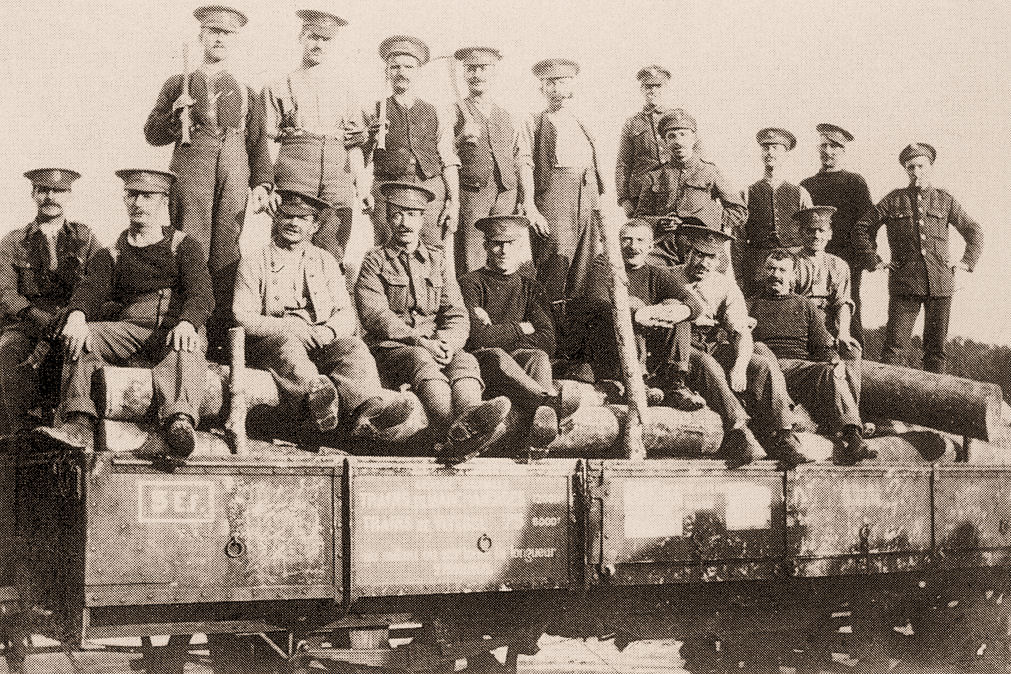
Des soldats britanniques sur un wagon chargé de grumes en gare de Saint-Saëns.

Comme sur les autres voies ferrées d'intérêt local du département, le service d'exploitation de la ligne fut placé, le 2 août 1914, la veille de la déclaration du guerre, directement sous le contrôle de l'autorité militaire, puis le trafic s'interrompit presque complètement durant les deux premiers mois du conflit. L'itinéraire vit seulement circuler de rares trains de bois auxquels on attelait une voiture et parfois un fourgon. À partir du mois d'octobre, l'exploitation reprit partiellement et la ligne vit circuler de un à trois trains de voyageurs par jour (en fonction des disponibilités en matériel et en personnel) durant toute la durée du conflit et, irrégulièrement, des convois de marchandises. L'année 1916 coïncida avec l'installation à Saint-Saëns d'une base de l'armée britannique qui entreprit d'exploiter la forêt d'Eawy pour ravitailler en bois les zones de combat. La ligne supporta, à partir de cette date, un très important trafic de grumes, ce qui mobilisa de nombreux matériels et améliora de manière spectaculaire les recettes. Ainsi le coefficient d'exploitation passa de 0,63 en 1915 à 1,08 en 1916 et à 5,14 en 1917. À la fin du conflit, l'antenne bénéficia des puissants moyens de la Compagnie du Nord qui mena rapidement les travaux de réparation nécessaires et l'exploitation put reprendre dans des conditions normales dès 1919.

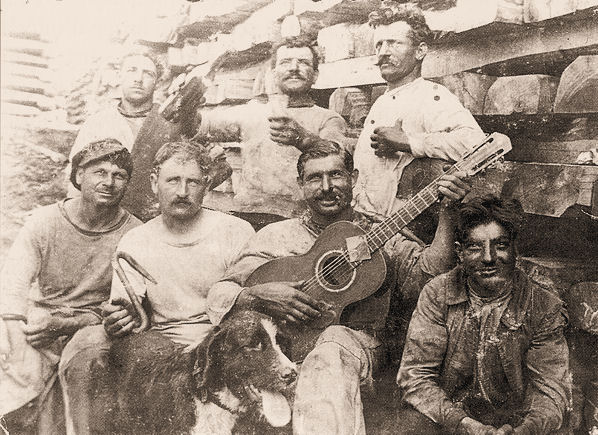
Ouvriers de l'usine de fabrication et de créosotage de traverses de Montérolier-Buchy au début des années 1930.

Durant les années 1920, la ligne de Saint-Saëns fut la seule voie ferrée d'intérêt local de Seine-Inférieure à vivre sans avoir recours aux subsides départementaux. Les transports militaires avaient certes disparu, mais la ligne était parcourue par de nombreux trains de bois. Ce trafic fut stimulé par la création à Montérolier-Buchy d'une usine spécialisée dans la fabrication et le créosotage des traverses. Le trafic des voyageurs se maintenait au même niveau qu'avant-guerre, pourtant il était assuré seulement par trois trains mixtes contre quatre convois avant 1914. Les différents relèvements de tarifs aboutissaient à un relatif équilibre de la situation financière du chemin de fer, le coefficient d'exploitation était tout à fait convenable (1,10 en 1920, 1,01 en 1921). La dégradation enregistrée durant les trois années suivantes (0,91 en 1922, 0,82 en 1923, 0,91 en 1924) n'était pas due à un fléchissement du trafic mais à de coûteuses opérations d'entretien et de modernisation : renouvellement des traverses, réfection des peintures et des toitures des bâtiments, mise en place de l'éclairage électrique à la gare de Saint-Saëns, achat d'un treuil roulant supplémentaire pour le chargement des grumes. D'ailleurs lors de la séance du conseil général du 27 avril 1923, il fut de nouveau question du prolongement jusqu'à Arques-la-Bataille. Le projet fut pris très au sérieux et le dossier confié aux services préfectoraux pour une étude plus approfondie avec l'espoir d'une mise en service avant la fin de la décennie. Alors que les autres lignes d'intérêt local du département étaient confrontées à de graves difficultés financières, l'itinéraire voyait le trafic passagers se maintenir à un niveau élevé et même progresser le transport des marchandises ; entre 1925 et 1930, le coefficient d'exploitation dépassa systématiquement 1,15 (dont 1,25 en 1926).

### Les difficultés des années 1930 et la Seconde Guerre mondiale

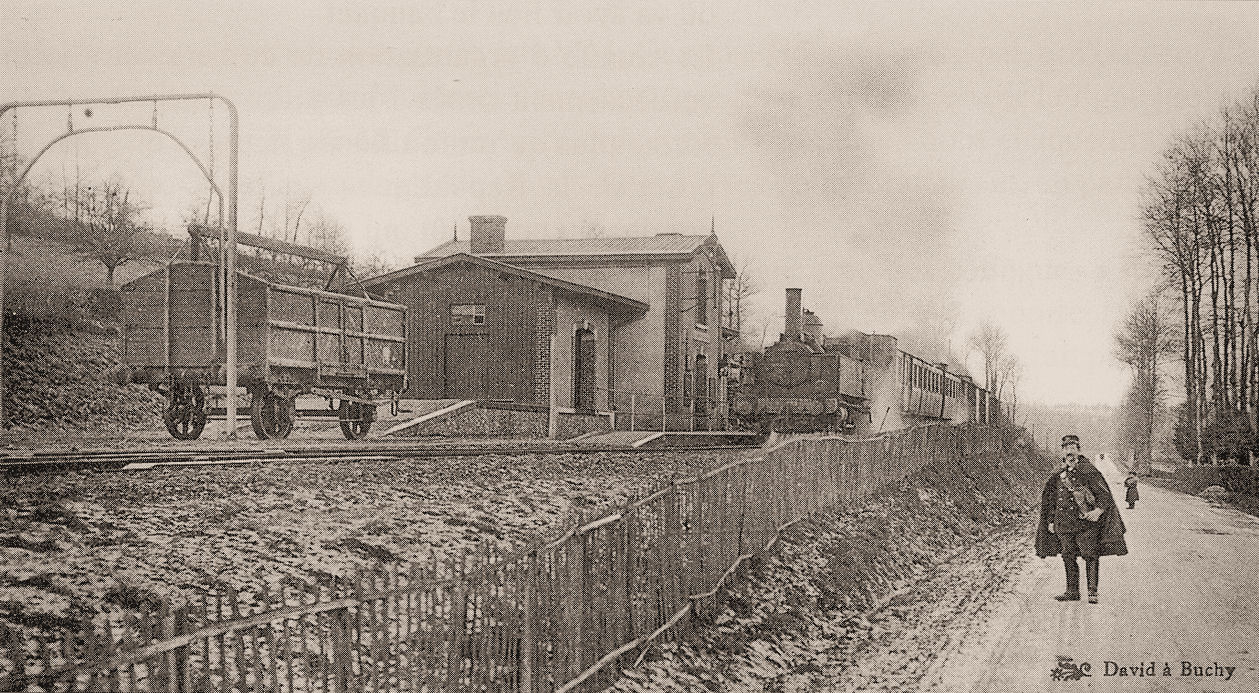
La gare de Saint-Martin-Osmonville ne vit plus passer de trains de voyageurs à partir de la fin du mois d'octobre 1934.

La crise qui allait frapper la France mit un terme à la bonne santé financière de la ligne. Dès 1931, le trafic chuta dans des proportions très importantes (de 60 %), surtout dans le domaine des marchandises, en raison de la diminution du transport du bois de la forêt d'Eawy. L'administration forestière n'avait vendu que la moitié des coupes habituelles, les grands réseaux ayant très fortement réduit leurs commandes. Une nouvelle dégradation fut enregistrée en 1932, la voie ferrée perdit encore 6 000 voyageurs et 6 000 tonnes de marchandises, le coefficient d'exploitation s'abaissa à 0,60. Le déficit continuait de se creuser, en 1934 le conseil général envisagea la fermeture de l'ensemble des voies ferrées d'intérêt local du département dont la ligne de Saint-Saëns. Finalement, cet expédient ne fut pas mis en œuvre mais l'assemblée s'attaqua pour la première fois à l'antenne gérée par la Compagnie du Nord décidant brutalement, le 29 octobre 1934, la fermeture de la ligne au service des voyageurs et la mise en place d'une rotation par un autobus de la Société des Transports Auxiliaires de la région Nord (S.T.A.R.N.). Les trains de marchandises furent maintenus mais, malgré un redressement du trafic à partir de 1938, première année d'exploitation dans le cadre de la Société nationale des chemins de fer français, le coefficient d'exploitation resta bas (0,55) jusqu'à la Seconde Guerre mondiale.
Comme lors de la Grande Guerre, le trafic fut suspendu durant les premiers mois de conflit ; seuls des convois de marchandises irréguliers assuraient la desserte réduite des riverains et l'approvisionnement en bois de l'armée durant la drôle de guerre. À partir de l'Armistice du 22 juin 1940, l'antenne de Saint-Saëns fut placée sous l'autorité de l'armée allemande qui contribua, en exploitant intensivement la forêt d'Eawy, à une forte augmentation du trafic. Le trafic quadrupla entre 1938 et 1943 ; paradoxalement, en pleine période de guerre, le coefficient d'exploitation remonta de 0,55 à 0,90. Mais cette amélioration ne devait faire oublier le manque d'entretien du matériel, l'usure des voies liée au non-respect des tonnages à l'essieu et les destructions provoquées par les bombardements. Les principales destructions eurent lieu à l'extrémité de la ligne en raison des nombreuses attaques aériennes dont fut victime la gare de Montérolier-Buchy ; le 27 avril 1944, une bombe coupa ainsi la ligne peu avant cette station et le trafic fut suspendu jusqu'à la fin du mois de juillet 1945.

### La fermeture de la ligne

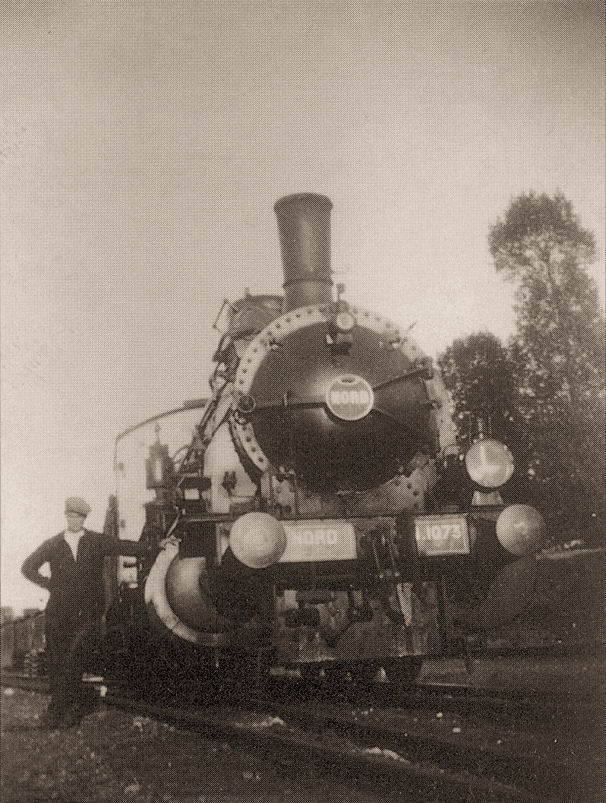
Un long train de marchandises tracté par la locomotive 040 no 4.1073 type G7, s'apprête à quitter la gare de Saint-Saëns pour monter à Montérolier-Buchy, au milieu des années trente.

À la Libération, d'importantes réparations furent menées par les services de la SNCF pour remettre la voie ferrée en état. À partir de juillet 1945, la ligne vit à nouveau circuler des trains de marchandises à raison de cinq par semaine, mais le déficit devenait de plus en plus lourd : 966 000 francs en 1946, 1 088 000 francs en 1947, 1 527 000 francs en 1948, les industriels préférant utiliser des camions pour rallier l'itinéraire Amiens - Rouen. Le 25 janvier 1949, le conseil général décida de limiter le trafic à trois allers et retours hebdomadaires, mesure qui entra en application le 4 avril suivant. Des travaux de modernisation de grande ampleur (renouvellement des traverses, des appareils de voie en gare de Saint-Saëns) eurent lieu en 1949-1950, le déficit d'exploitation baissa dans de sensibles proportions mais la suppression de la ligne était envisagée à plus ou moins long terme.
Une bataille s'engagea alors pour la survie de la ligne et, contrairement aux événements qui s'étaient déroulés dans les mêmes circonstances pour d'autres voies ferrées d'intérêt local, la défense de l'antenne de Saint-Saëns fut active. Son principal avocat, M. Paumelle, conseiller général du canton concerné, ne cessait de stigmatiser ses collègues, de vilipender la SNCF accusée d'incohérence et de mauvaise gestion. Ainsi s'exprimait-il, le 4 décembre 1951 devant l'assemblée départementale :

« On m'a déjà qualifié de chef de gare et mes paroles ont suscité quelques critiques de la part de l'assemblée. Mais vous voudrez bien me permettre de vous dire que si la ligne de Saint-Saëns à Buchy est en déficit, il serait bon que l'on connaisse aussi les recettes qu'elle produit (…). Il y a des quantités de marchandises de toutes sortes qui partent de Saint-Saëns et qui rapportent à la SNCF car les industries de Saint-Saëns et de la région expédient des grumes dans tous les coins de France et cela rapporte à la SNCF. Je considère que la ligne de Saint-Saëns permet d'atténuer le déficit de la SNCF. Le département n'encaisse les recettes que pour 10 kilomètres de ligne, mais sur le reste du trajet qui représente parfois des centaines de kilomètres, c'est la SNCF qui en profite. La ligne est intéressante au point de vue national, elle a un bon rendement »

Les efforts déployés furent vains, la décision de transférer sur route le trafic marchandises fut adoptée à la fin de l'année 1952. Le 1er janvier 1953, la ligne Saint-Saëns - Montérolier-Buchy fermait et, avec elle, disparaissait la dernière voie ferrée d'intérêt local de Seine-Inférieure. Elle fut déclassée par décret du 12 novembre 1954 et sa voie déposée quelques années plus tard.

## La ligne dans la culture populaire
Les populations riveraines de la ligne se montrèrent très attachées à leur train auquel elles avaient donné le surnom de « coucou » car la Compagnie du Nord engagea systématiquement sur l'itinéraire de vieilles machines qui peinaient dans les rampes de 20 ‰.

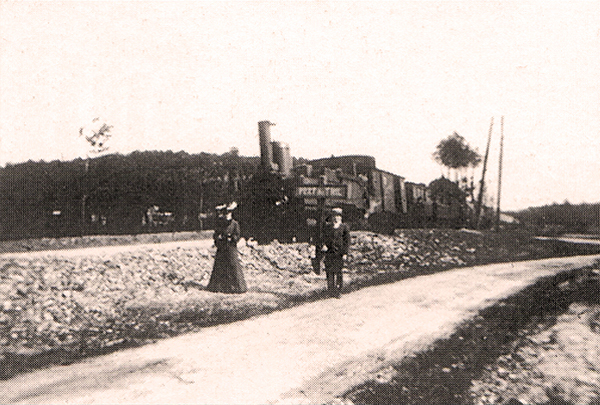
Un convoi à l'arrêt du Pont-du-Thil.

La mise en service de la ligne fut une première occasion pour les habitants de manifester leur intérêt pour la voie ferrée. Le convoi inaugural, qui empruntait le nouveau chemin de fer, le 14 octobre 1900, fut accueilli avec enthousiasme par les populations massées le long du parcours et en gare de Saint-Saëns. Le Journal de Rouen relatait, dans son édition du lendemain, « ... la joie qui illuminait tous les visages... les acclamations qui retentissaient de toutes parts à l'arrivée du train officiel ». Les discours, l'hymne national joué par les fanfares municipales, l'organisation d'un grand banquet et d'un feu d'artifice à Saint-Saëns qui rythmèrent la journée illustraient la satisfaction de voir arriver le nouveau mode de locomotion désenclavant la haute vallée de la Varenne. En 1901, l'établissement d'un arrêt au Pont-du-Thil, hameau partagé entre Saint-Martin-Osmonville et Saint-Saëns, témoigna également de l'intérêt des populations pour le chemin de fer. Les habitants, qui avaient vu avec satisfaction la construction de la ligne, regrettaient l'absence d'un arrêt sur leur territoire. Après de multiples démarches, un agriculteur influent, M. Guise, avait réussi à arracher l'approbation de la Compagnie du Nord pour l'établissement de cet arrêt (un simple terre-plein agrémenté d'un panneau). Très dubitative sur sa rentabilité économique, la société le considérait comme une « fumisterie » et prévoyait sa suppression rapide. Le jour de la mise en service, plus d'une trentaine de personnes se trouvaient sur le quai (en fait toute la population du Pont-du-Thil) pour prouver qu'il ne s'agissait pas d'une halte fantôme ; les cheminots furent chaleureusement salués par les voyageurs occasionnels, un généreux pourboire leur fut remis et l'arrêt fut maintenu jusqu'à la fermeture de la ligne, même s'il ne retrouva pas l'affluence du premier jour.
L'exploitation sérieuse de la ligne, la ponctualité des trains (peu fréquente sur les voies ferrées d'intérêt local), la rareté des accidents liée à une construction en site propre avaient conduit la population à apprécier tout particulièrement leur chemin de fer. La surprise fut grande à Saint-Saëns quand, en octobre 1934, l'itinéraire fut fermé aux voyageurs. Pendant longtemps les habitants de la commune pensèrent qu'il s'agissait d'une erreur de l'administration qui avait confondu leur ligne avec un quelconque tortillard à voie métrique. La fermeture définitive de l'antenne à tout trafic en 1953 fut tout aussi douloureusement ressentie et les habitants n'hésitèrent pas à composer une chanson en l'honneur de leur défunt coucou, intitulée « Le dernier voyage ».

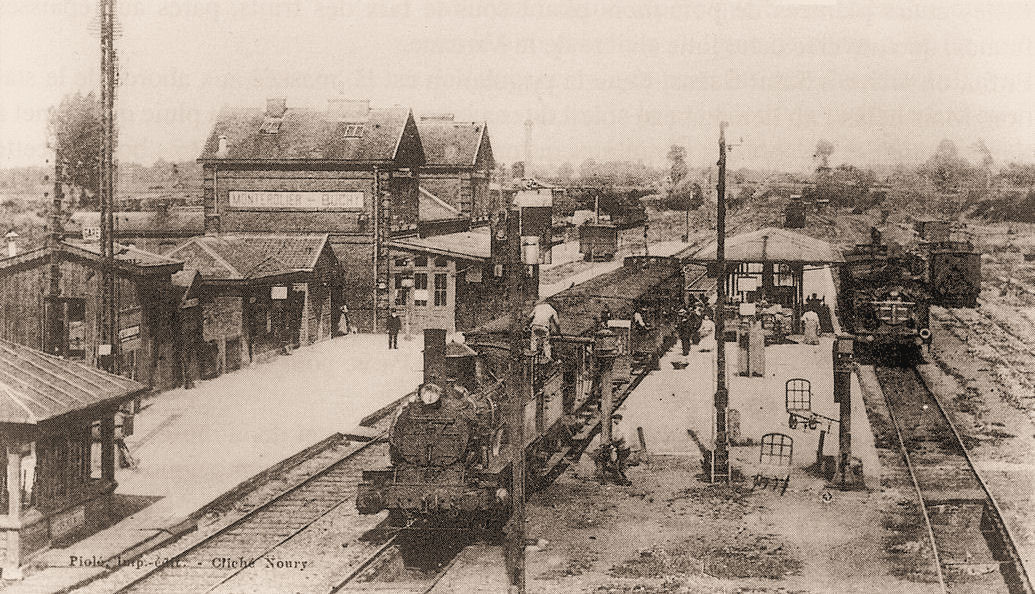
Le « coucou » de Saint-Saëns (à droite) en gare de Montérolier-Buchy.

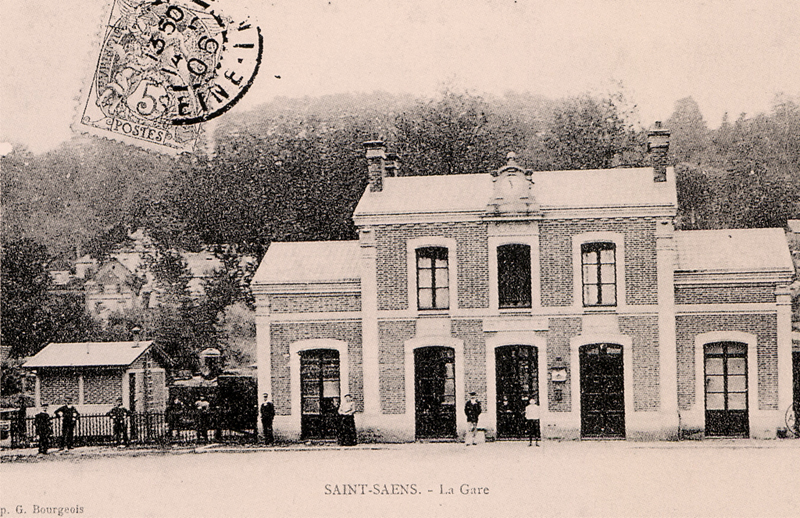
À l'autre extrémité de la ligne, la gare de Saint-Saëns.

| 1er couplet À la grande gare de Saint-Saëns, Quel triste événement ; Car le « rapide » de Buchy va être supprimé. C'est aujourd'hui l' dernier jour Qu'il va faire son p'tit tour, On l'a repeint en noir et bleu Pour son voyage d'adieu, Aussi tout l'monde est v'nu Pour le train qu'est foutu. Refrain M'sieur Hartout, les adjoints, M' Delaunay, M'sieur l' doyen, Sur le quai de l' gare au bout du quai L' père Lemasle, M'dame Hardier, Sabonne et son ratier Sur le quai de l' gare au bout du quai Monsieur Pruvost et ses bambins Sont v'nus dare-dare On a mêm' vu venir à jeun Le chef de gare ; C'est-à-dire tout Saint-Saëns S' trouvait là en pleurant Sur le quai de l' gare au bout du quai. | 2e couplet Puis c'est l' tour de la fanfare Qui joue l'chant du départ, Et l'on admire l' fils Buzot Qui lui sue sang et eau, Monsieur le maire passe ses gants Car voilà le moment Où va falloir serrer la main De ce pauvre chef de train V'là qu'tout l' monde est rangé Et l'on voit défiler. 3e couplet Mais voilà l'heure qui s'avance Et le train qui s'élance, Quand toutes les autorités Occupées à pleurer Voient tout à coup Monsieur Thomas Qui sanglote tout bas, Son train est déjà tout là-bas Et il ne reviendra pas. Aussi tout le monde est là Pour consoler M'sieur Thomas. |

## Personnel

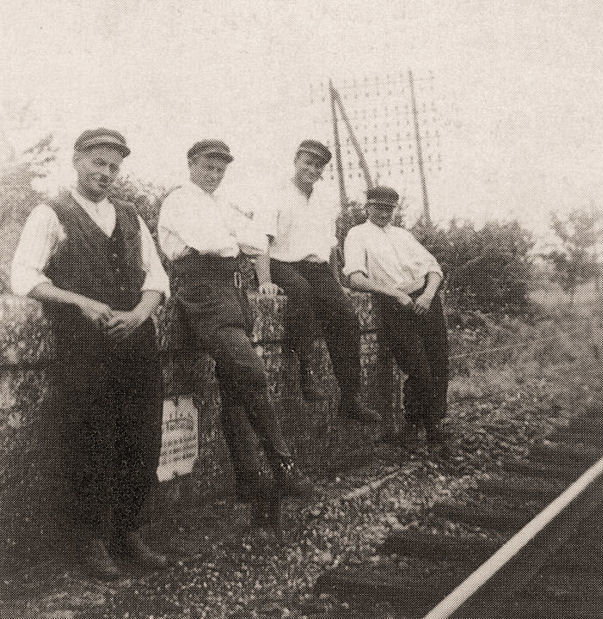
Une équipe de cantonniers de la Compagnie du Nord chargée de l'entretien de la ligne.

Les cheminots, présents sur l'antenne de Saint-Saëns, étaient tous des employés de la Compagnie du Nord qui avait détaché du personnel de son réseau d'intérêt général pour l'entretien et l'exploitation de la voie ferrée d'intérêt local. Les quatorze salariés se répartissaient de la manière suivante avant la Première Guerre mondiale :
- quatre membres parmi le personnel de traction : deux mécaniciens, deux chauffeurs ;
- deux membres parmi le personnel des trains : deux chefs de train-receveurs ;
- cinq membres parmi le personnel des gares : deux chefs de gare à Saint-Martin-Osmonville et Saint-Saint-Saëns, un employé de bureau et deux agents de manutention à la gare de Saint-Saëns ;
- trois membres du personnel de voie : trois cantonniers.

Ces informations, données au conseil général, par la compagnie concessionnaire étaient d'ordre indicatif pour l'affectation des personnels (les agents de manutention, détachés à Saint-Saëns, pouvaient fort bien se rendre à la gare de Saint-Martin-Osmonville qui disposait d'une petite halle à marchandises) et pour leur nombre (le personnel affecté à la gare de Montérolier-Buchy intervenait sur la ligne à l'occasion d'un fort trafic saisonnier de marchandises ou lors des opérations lourdes d'entretien).

## Description technique

### Voie, signalisation et bâtiments

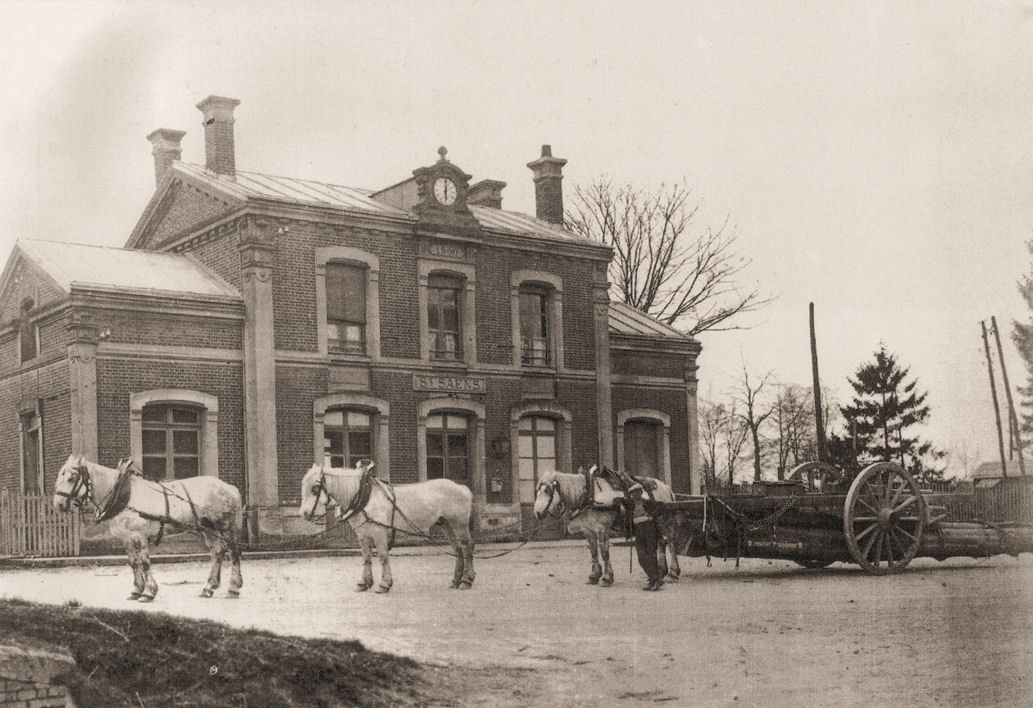
La « grande » gare de Saint-Saëns.

La voie de la ligne, entièrement établie en site propre, était équipée en rail du type « Vignole » de 25 kg/m. L'itinéraire était à voie unique ; un évitement, au niveau de la gare de Saint-Martin-Osmonville, permettait le croisement des convois. La signalisation fixe n'existait qu'au contact avec la transversale Rouen - Amiens, le faible trafic de la ligne ne nécessitait pas d'installations particulières. Les passages à niveau n'étaient pas munis de barrières mais, non gardés, ils étaient seulement signalés par un panneau « Attention au train », complété, à partir du début des années 1930, par la croix de Saint-André. Une ligne téléphonique reliait les gares entre elles et permettait de signaler si un train circulait sur un canton selon le système du cantonnement téléphonique.
Sur cette courte antenne, les bâtiments étaient peu nombreux. Les vastes installations de Montérolier-Buchy étaient communes à la transversale Amiens -Rouen et à la voie ferrée d'intérêt local. Les deux gares de la ligne ne présentaient pas le même aspect. À Saint-Saëns, le bâtiment-voyageurs ou B.V. était vaste ; au rez-de-chaussée se trouvaient un bureau avec le guichet et les locaux d'enregistrement des bagages et messageries, la salle d'attente mais également la cuisine de la famille du chef de gare, à l'étage, deux vastes chambres dont l'une pouvait être aisément transformée en salle de séjour. La halle à marchandises était indépendante du bâtiment principal. La station de Saint-Martin-Osmonville était de dimensions inférieures, le B.V. était flanqué d'une petite halle à marchandises sur quai haut d'un côté, d'une annexe (cellier, bûcher et cabinet d'aisances) de l'autre. Les haltes disposaient seulement d'un quai et d'un poteau sur lequel une pancarte indiquait l'horaire des trains.

### Matériel roulant

#### Les locomotives

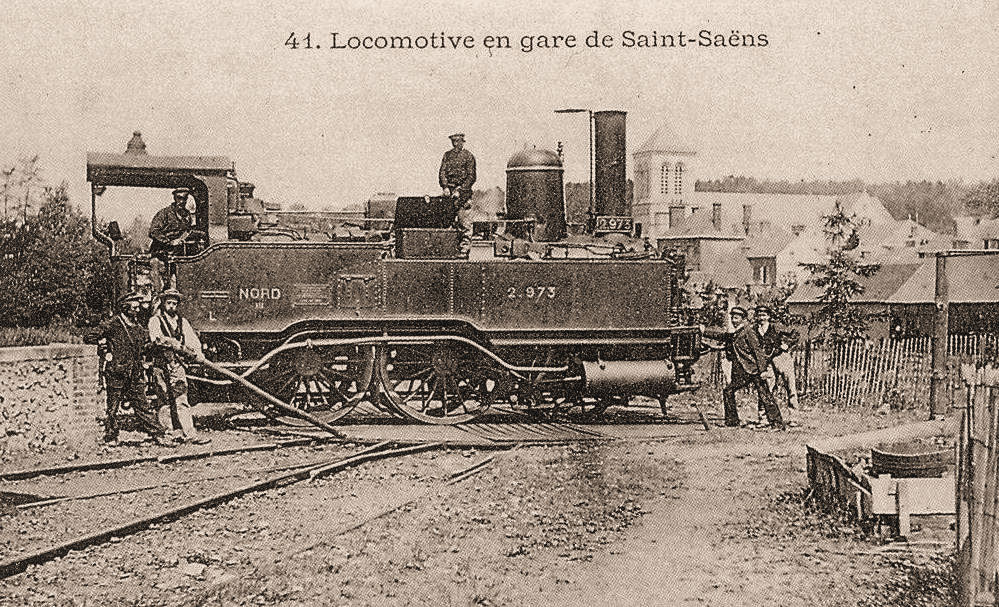
Opération de retournement de la locomotive 120 T no 2.973 en gare de Saint-Saëns.

Sur la ligne, la Compagnie du Nord banalisa du matériel et fit donc circuler des locomotives déjà en service sur son réseau d'intérêt général.
Au début de l'exploitation, la traction était assurée par deux machines de type 120T des séries 2.951 à 2.985
et 2.921 à 2.950. Les plus vieilles, nos 2.951 à 2.985, étaient d'anciennes locomotives-tenders de banlieue construites en deux lots entre 1867 et 1875. D'un poids, en ordre de marche de 35 t, à mécanisme à mouvement intérieur et distribution Stephenson, elles dérivaient des « bicyclettes », machines de banlieue de la Compagnie des chemins de fer de l'Ouest (série 1 à 150). En 1876 et 1877, la Compagnie du Nord fit construire des engins similaires, mais plus puissants (le foyer ayant été allongé au détriment du faisceau tubulaire), numérotés de 2.921 à 2.950. Les 2.950 et 2.973, en service sur la courte antenne, appartenaient donc aux deux séries précitées. De puissance moyenne, elles étaient parfois bien à la peine pour tracter les lourds convois de marchandises (jusqu'à 230 t à la montée, 300 t à la descente) ; à bout de souffle, elles furent retirées du service en 1926 (no 2.973) et en 1928 (no 2.950).

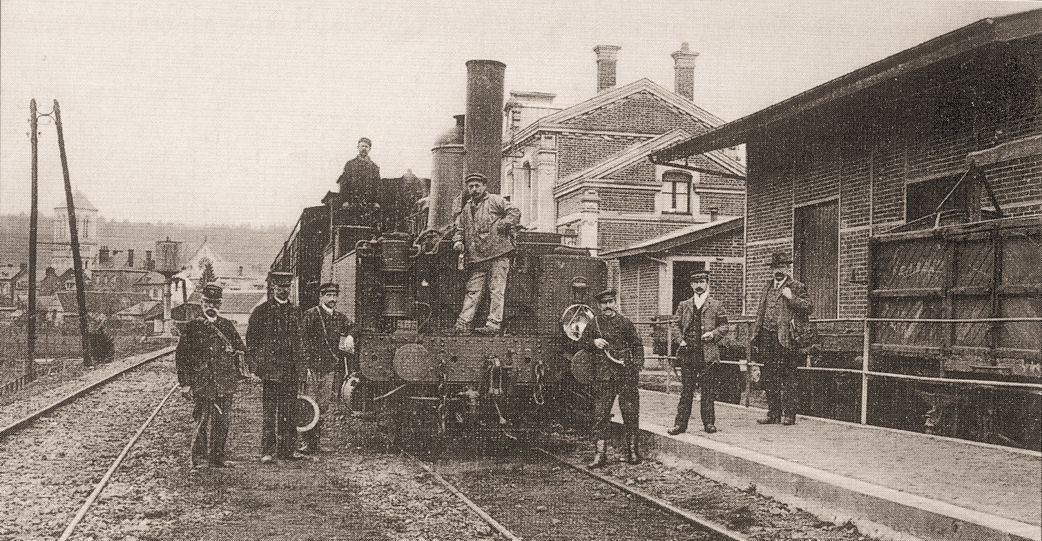
Une 120T en gare de Saint-Saëns au début de l'exploitation de la ligne.

Ces deux locomotives furent remplacées par des machines de type 040T, série 4.1801 à 4.1908. Ces dernières étaient d'anciennes locomotives de route des séries 4 800 et 4 900 construites à 108 exemplaires, entre 1866 et 1882, par Le Creusot et Cail, tendérisées pour 104 d'entre elles entre 1908 et 1914 pour être affectées aux manœuvres dans les gares de triage. Parmi les neuf qui se trouvaient au dépôt de Rouen-Martainville, une fut détachée (sans doute la 4.1801, construite par Le Creusot en 1866) sur la petite ligne, alors que d'autres durent y faire des apparitions périodiques. De 59,300 t de poids en ordre de marche, d'une puissance de 600 ch, elles pouvaient remorquer des charges de 380 t dans les rampes de 20 ‰. Après la nationalisation des chemins de fer, ces locomotives devinrent les 040 TA de la SNCF. À deux reprises donc, les exploitants engagèrent leurs vieilles machines sur la voie ferrée d'intérêt local, gardant les meilleures unités pour leurs lignes d'intérêt général.
D'autres types d'engins moteurs du dépôt de Rouen-Martainville circulèrent également sur l'itinéraire de manière plus ou moins fréquente. Par exemple, la locomotive de type 130T no 3.1483 fut une habituée de la ligne. D'origine allemande, la machine (construction Hohenzollern) avait été livrée en même temps que 29 de ses consœurs (3.1463 à 3.1491) à la Compagnie du Nord au titre des dommages de guerre après l'Armistice du 11 novembre 1918.

#### Les voitures et wagons

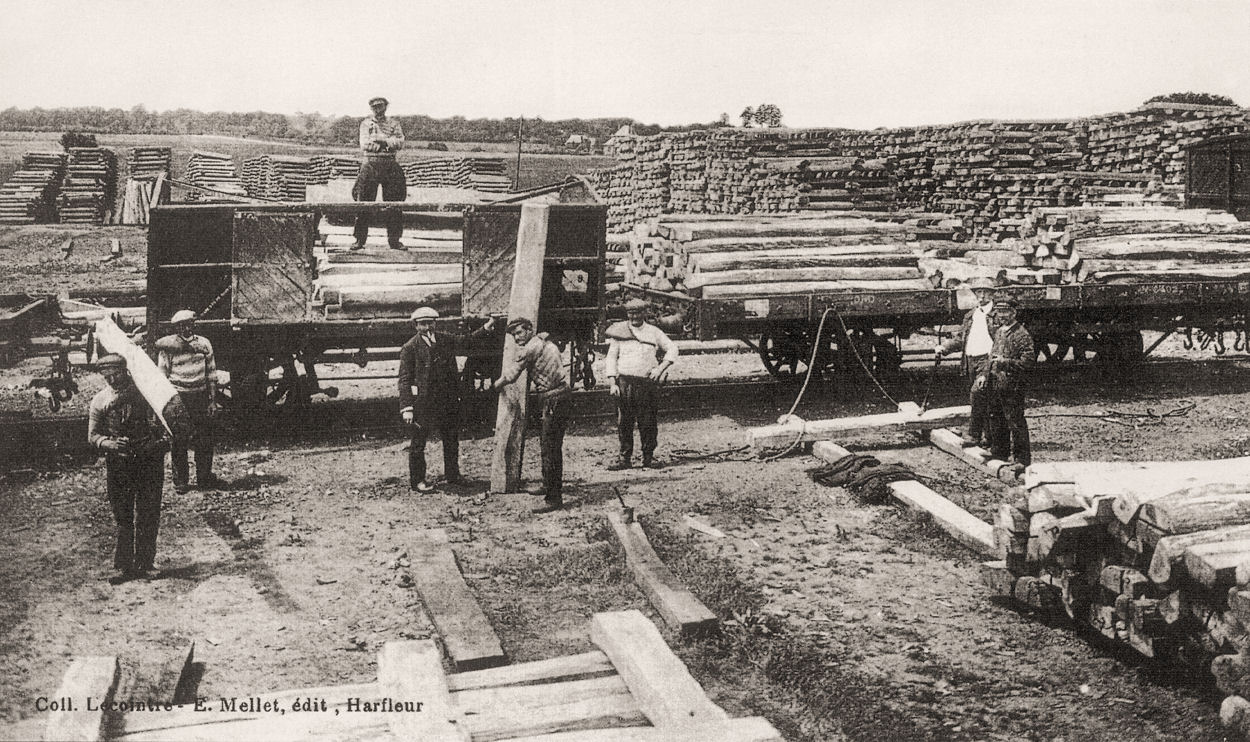
Wagons de la Compagnie du Nord destinés au transport des traverses à Montérolier-Buchy.

La ligne de Saint-Saëns disposait de :
- deux voitures mixtes Nord 1re, 2e et 3e classes à deux essieux d'une capacité de 44 places (durant la Première Guerre mondiale circula une seule voiture de 3e classe).
- un fourgon à deux essieux de 10 t de tare.
- vingt-six wagons de marchandises à deux essieux dont seize wagons plats affectés au transport des grumes, six wagons couverts et quatre wagons tombereaux[45].

De nombreux matériels extérieurs à ce parc spécifique étaient régulièrement engagés par la Compagnie du Nord sur la ligne, tout particulièrement des wagons de marchandises destinés à circuler sur le réseau d'intérêt général bien au-delà de la gare de Montérolier-Buchy.